# Tristan Bowen
Tristan Bowen (Van Nuys, 30 gennaio 1991) è un ex calciatore statunitense, attaccante.

## Palmarès

### Club

#### Competizioni nazionali
- MLS Supporters' Shield: 2

LA Galaxy: 2010
Seattle Sounders: 2014
- U.S. Open Cup: 1

Seattle Sounders: 2014